# Zacarauai ibne Mirauai
Zacarauai ibne Mirauai (em árabe: زکرويه بن مهرويه; romaniz.: Zakarauaih ibn Mihrauaih), comumente mal escrito como Zicrauai (Zikrauaih) em fontes modernas, foi um líder ismaelita e carmata no Iraque que liderou uma série de revoltas contra o Califado Abássida nos anos 900, até sua derrota e morte em janeiro de 907.

## Vida

### Primeiros anos e carreira
Zacarauai nasceu na vila de Maiçania, perto da cidade de Sauar na área de Cufa, adjacente ao canal Hade. Seu pai era um dos primeiros seguidores do missionário ismaelita (dai) Abu Maomé Abadã. Já em sua juventude, foi nomeado dai do distrito de Sailaim. Lá, foi ativo entre os Banu Tamim, uma tribo beduína vivendo entre as terras férteis do Eufrates e o deserto da Síria. Em 899, uma grande cisão ocorreu no movimento ismaelita, quando Abadã e seu cunhado Hamadã Carmate denunciaram a liderança secreta do movimento em Salamia, que havia sido tomada por Abedalá, o futuro fundador do Califado Fatímida. Logo depois disso, Hamadã desapareceu, enquanto Abadã foi assassinado no mesmo ano por instigação de Zacarauai, aparentemente sob instruções de Salamia. Após o sumiço de Hamadã, o termo "carmata" foi retido por todos os ismaelitas que se recusaram a aceitar as reivindicações de Abedalá, e subsequentemente da dinastia fatímida. Os seguidores de Hamadã e Abadã ameaçaram matar Zacarauai, que foi forçado a se esconder.

### Revolta dos filhos de Zacarauai na Síria

Síria nos séculos IX e X

Desde 900, de seu refúgio em Sauar, recomeçou o trabalho missionário no deserto da Síria entre as tribos beduínas dos assaditas, taitas e tamimitas, mas os esforços foram infrutíferos. Em 901 enviou seu filho Huceine, o Saíbe Axama, a oeste do deserto para fazer trabalho missionário entre o grupo tribal dos calbitas. Huceine converteu o clã calbita dos Banu Ulais e alguns dos Banu Asbague, alegando pregar em nome de um imame descendente de Maomé ibne Ismail. O sucesso foi tal que Zacarauai enviou um sobrinho e depois outro filho, Iáia, o Saíbe Anaca, que assumiu a liderança do movimento. Os seguidores dos irmãos chamavam-se al-Fāṭimiyyūn (Fatímidas). A conversão bem-sucedida de beduínos inquietos forneceu-lhes força militar potente, mas com limitações: preocupavam-se mais com a obtenção de espólio das comunidades assentadas e eram pouco adequados a campanhas de conquista e posse de territórios. Os irmãos lançaram ataques contra as províncias abássidas e tulúnidas no Levante, inclusive sitiando Damasco de dezembro de 902 a julho de 903, onde Saíbe Anaca foi morto. Saíbe Axama assumiu o controle, até ser derrotado e capturado na batalha de Hama em novembro de 903.
As motivações de Zacarauai e seus filhos foram interpretadas de maneira diversa por estudiosos modernos. Tradicionalmente, esse movimento tem sido considerado de caráter totalmente carmata, e uma ameaça a Abedalá, provocando sua fuga de Salamia; uma fonte fatímida relatou que o Saíbe Axama massacrou os habitantes de Salamia e destruiu a residência de Abedalá ao chegar. Nos últimos anos, porém, prevaleceu o argumento de Heinz Halm, segundo o qual Zacarauai e seus filhos permaneceram leais a Abedalá, e suas ações visavam garantir a posse da Síria e desencadear uma rebelião geral antiabássida. Na interpretação de Halm, Abedalá considerou a revolta prematura e achou que comprometia sua segurança, pois os irmãos chamavam seus apoiadores para ver o supostamente "escondido" líder em Salamia. Não apenas não se juntou aos irmãos, mas deixou Salamia com seu filho e alguns apoiadores próximos, partindo para Ramla na Palestina e daí para o Egito e o Magrebe, onde estabeleceria o Califado Fatímida em 909. Se o movimento de Zacarauai e seus filhos é totalmente repudiado por fontes fatímidas posteriores isso se deveu ao seu fracasso; Halm até fala de um damnatio memoriae contra eles. A destruição de Salamia foi um ato de vingança pelo desapontado e enfurecido Saíbe Axama após a morte de seu irmão. Como resultado, após a fuga de Abedalá e a derrota em Hama, o movimento liderado por Zacarauai "adquiriu as características de carmatismo dissidente".

### Revoltas de Zacarauai no Iraque

Iraque nos séculos IX e X

Sem se deter, em 906, Zacarauai enviou outro de seus seguidores, Abu Ganim Nácer, aos calbitas. Sob sua liderança, saquearam Baçorá, Dara'a, Tiberíades e a região de Haurã e atacaram Damasco e Hite. A atividade durou até Nácer ser morto pelos beduínos, que esperavam obter anistia das autoridades abássidas, em julho de 906. Zacarauai enviou outro de seus dais, Alcacim ibne Amade, para liderar os beduínos que permaneceram leais, prometendo que o dia de sua aparição e de sua vitória final estava chegando. Assim inspirados, os beduínos mudaram-se para os arredores rurais (Sauade) de Cufa e juntaram-se lá pelos apoiadores de Zacarauai. Em 2 de outubro de 906, cerca de 800 cavaleiros ismaelitas atacaram os citadinos, que acabavam de celebrar a Festa do Sacrifício fora de seus muros; saquearam os cufanos, mas sua tentativa de tomar a cidade não teve sucesso.
Os carmatas se retiraram para os arredores de Cadésia; em Sauar, foram recebidos pelo próprio Zacarauai, que agora emergia de seu esconderijo para liderar abertamente seus seguidores. Em meados de outubro, derrotaram exército abássida enviado para enfrentá-los e começaram a invadir caravanas de peregrinos do haje que voltavam de Meca. Em novembro de 906, Zacarauai e seus homens saquearam uma das caravanas de peregrinos persas e coraçanis em Ácaba (na moderna fronteira Iraque-Arábia Saudita), matando a maioria deles no processo. Em 10 de janeiro, no entanto, as tropas abássidas sob Uacife derrotaram e dispersaram seus homens numa batalha de dois dias em Uádi Di Car, perto das "Ruínas de Iram". Zacarauai foi ferido e morreu em cativeiro alguns dias depois de seus ferimentos. Muitos de seus seguidores também caíram nesta batalha, e outros foram capturados e executados. O interrogatório do cunhado de Zacarauai por Maomé ibne Daúde Aljarrá forneceu às autoridades do governo abássida as "primeiras informações confiáveis sobre a organização clandestina ismaelita da'wa" e constitui o núcleo do do relato do historiador contemporâneo Tabari sobre as origens do movimento carmata no Iraque.
Alguns seguidores de Zacarauai no Sauade recusaram-se a aceitar sua morte e acreditaram em seu retorno, mas sua morte pôs fim às grandes revoltas carmatas em Maxerreque, embora o movimento carmata, conhecido como baclias, tenha sobrevivido no Sauade. Como escreve Daftary, havia várias razões para o fracasso de Zacarauai: seu movimento atacou os sunitas e outras facções xiitas e antagonizou citadinos e camponeses; seu componente militar era baseado nos beduínos não confiáveis, que não tinham constância de propósitos; e operou próximo ao coração do Califado Abássida, um fator que havia condenado muitas revoltas xiitas anteriores.